# 1658년
1658년은 화요일로 시작하는 평년이다.
효종 9년이다

## 연호
- 남명(南明) 영력(永曆) 12년
- 청(淸) 순치(順治) 15년
- 일본(日本) 메이레키(明暦) 4년 / 만지(万治) 원년
- 후 레 왕조(後黎朝) 틴득(盛德) 6년 / 빈토(永壽) 원년
- 막 왕조(莫朝) 투언득(順德) 21년

## 기년
- 남명(南明) 소종 영력제(昭宗 永曆帝) 12년
- 류큐(琉球) 쇼시쓰왕(尚質王) 11년
- 청(淸) 세조 순치제(世祖 順治帝) 15년
- 조선(朝鮮) 효종(孝宗) 9년
- 후 레 왕조(後黎朝) 신종(神宗) 복위 10년

## 사건
- 8월 청의 요청으로 조선의 제2차 나선정벌.

## 문화
- 7월 29일 - 파리 외방전교회가 창설되었다.

## 사망
- 9월 3일 - 영국의 군인, 정치인 올리버 크롬웰